# Валтриге (Бергамо)
Валтриге је насеље у Италији у округу Бергамо, региону Ломбардија.
Према процени из 2011. у насељу је живело 661 становника. Насеље се налази на надморској висини од 238 м.